# Parley Baer
Pour les articles homonymes, voir Baer.
Parley Baer est un acteur américain né le 5 août 1914 à Salt Lake City et mort le 22 novembre 2002 à Los Angeles de complications à la suite d'une hémorragie cérébrale à 88 ans. Il a eu une très longue carrière, commencée à seulement 36 ans, en 1950, mais qui ne s'est terminée qu'en 1996.

## Filmographie partielle

### Cinéma
- 1950 : Sur le territoire des Comanches (Comanche territory) de George Sherman
- 1951 : La Voleuse d'amour (The Company She Keeps) de John Cromwell
- 1952 : L'Intrépide (Fearless Fagan) de Stanley Donen
- 1954 : La Sirène de Bâton Rouge (The Gambler from Natchez) de Henry Levin
- 1959 : La police fédérale enquête (The FBI Story) de Mervyn LeRoy
- 1960 : Les Aventuriers du fleuve (The Adventures of Huckleberry Finn), de Michael Curtiz
- 1960 : Cet homme est un requin (Cash McCall) de Joseph Pevney
- 1960 : L'Île des Sans-soucis (Wake Me When It's Over) de Mervyn LeRoy
- 1965 : Fièvre sur la ville
- 1965 : Les Inséparables (Marriage on the Rocks) de Jack Donahue
- 1966 : Quatre Bassets pour un danois de Norman Tokar : Mel Chadwick
- 1968 : Que faisiez-vous quand les lumières se sont éteintes ? (Where Were You When the Lights Went Out ?), de Hy Averback
- 1984 : Le Train de Chattanooga (Chattanooga Choo Choo), de Bruce Bilson
- 1985 : Prière pour un tueur (Pray for death) de Gordon Hessler

### Télévision
- 1965 : Further Adventures of Gallegher: The Daily Press vs. City Hall (TV, épisode 3) : Mayor
- 1966 : Papa Schultz (Hogan's Heroes) : Col. Burmeister (# Saison 2, Épisode 2)
- 1966 à 1972 : Ma sorcière bien-aimée : 8 épisodes
- 1968 : Le Virginien : saison 6 épisode 9  (un endroit pour mourir) : Pat Magil
- 1969 : Le Virginien : saison 8 épisode 03 (Halfway back from hell) : Judge Pitt
- 1970 : Le Virginien : saison 9 épisode 12 (Last of the Comancheros) : Henderson
- 1976 : La Petite Maison dans la prairie (The House on the Prairie ; série TV) saison 2, épisode 16 (Le wagon fou ; The runaway caboose) : Diamond
- 1979: Drôles de Dames( Charlie's Angels) saison 4 ( Vive la Mariée) Grand'Pa
- 1980 : La Petite Maison dans la prairie (The House on the Prairie ; série TV) saison 6, épisode 22 (Le bel âge ; Sweet Sixteen) : M.. Williams
- 1982 : Shérif, fais-moi peur (The Dukes of Hazzard) (série TV) (Saison 4, épisode 4 "Coltrane contre Duke"): Dr Appleby
- 1983 : Shérif, fais-moi peur (The Dukes of Hazzard) (série TV) (saison 6, épisode 3 "Un Rosco de trop" - épisode 7 "Sale temps pour les chiens" - épisode 14 "Mort et vif" ): Dr Appleby
- 1984 : Shérif, fais-moi peur (The Dukes of Hazzard) (série TV) (Saison 7, épisode 3 "Dr Jekyll et Mr. Duke" - épisode 5 "Tous des méchants" - épisode 9 "Attachez vos ceintures"): Dr Appleby